# Lanester
Lanester (tiếng Breton: Lannarstêr) là một xã ở tỉnh Morbihan trong vùng Bretagne tây bắc Pháp. Xã này có diện tích 18,37 km², dân số năm 1999 là 21.897 người. Khu vực này có độ cao từ 0-51 mét trên mực nước biển.
Cư dân của Lanester danh xưng trong tiếng Pháp là Lanestériens.

## Tiếng Bretagne
Xã này đã phát động một kế hoạch song ngữ thông qua Ya d’ar brezhoneg ngày 13/7/2006.
Năm 2007, có 5,8% trẻ em học trường song ngữ ở cấp tiểu học.